# 圖蓬加托

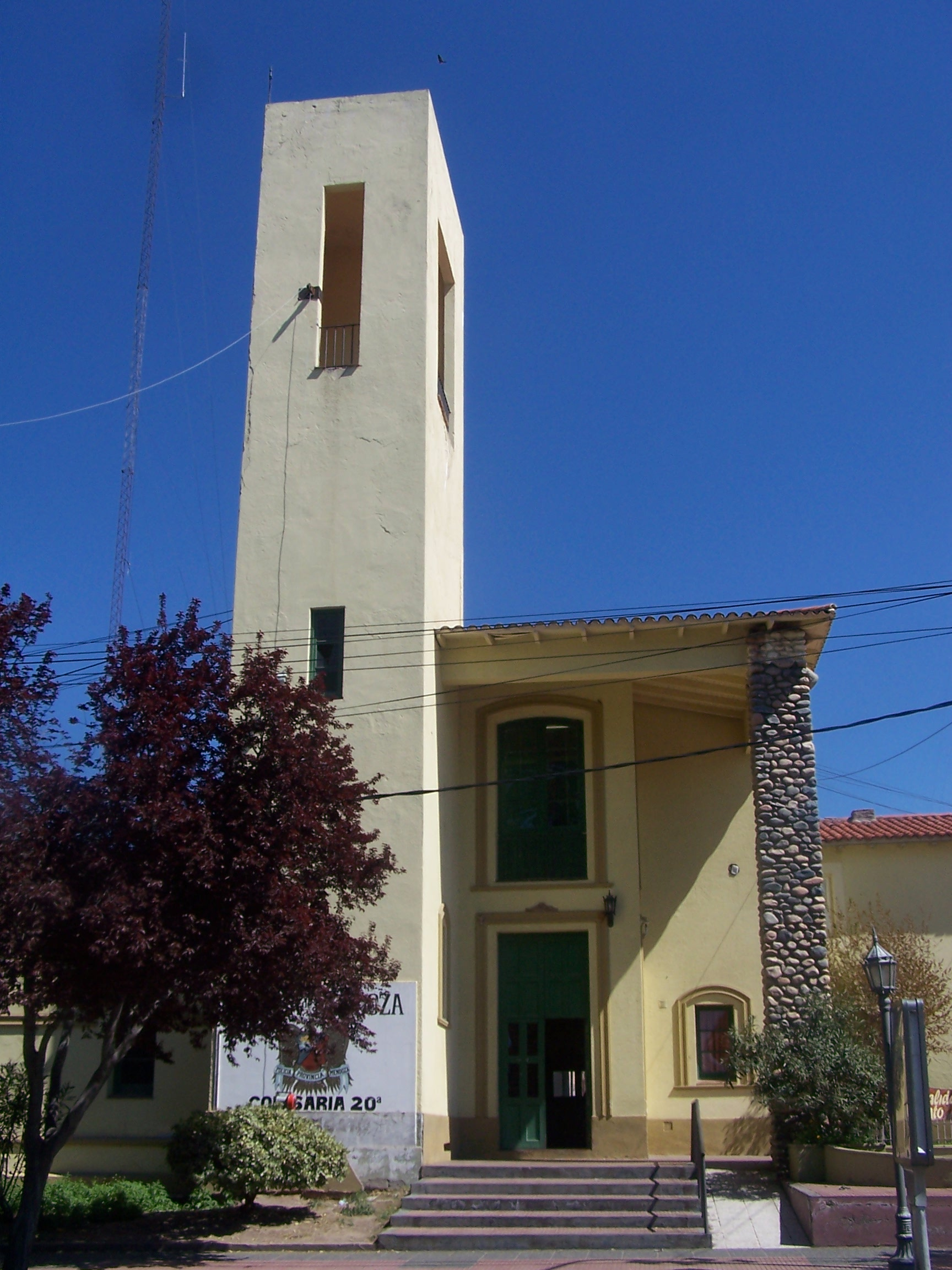
圖蓬加托

圖蓬加托（西班牙語：Tupungato），是阿根廷的城鎮，位於該國西部門多薩省，是圖蓬加托縣的首府，海拔高度1,072米，該地區的地震活動頻繁和低強度，2001年人口11,687。